# Steve Van Buren
Stephen W. Van Buren (La Ceiba, Atlántida, Honduras, 28 de diciembre de 1920 - 23 de agosto de 2012) fue un jugador profesional de fútbol americano que jugó para los Philadelphia Eagles de la National Football League de 1944 a 1951. Considerado como un corredor poderoso y castigador con excelente velocidad, a lo largo de ocho temporadas de la NFL ganó cuatro títulos terrestres de la liga, incluidos tres consecutivos de 1947 a 1949. En un momento en que los equipos jugaban 12 juegos al año, fue el primer jugador de la NFL en correr para más de diez touchdowns .en una temporada, una hazaña que logró tres veces y el primero en tener múltiples temporadas terrestres de 1,000 yardas. Cuando se retiró, ostentaba los récords de carrera de la NFL en intentos por tierra, yardas por tierra y touchdowns por tierra.
Van Buren jugó fútbol americano universitario para la Universidad Estatal de Luisiana, LSU donde lideró la NCAA en anotación en su última temporada para los Tigres de LSU. Después de llevar a LSU a la victoria en el Orange Bowl, los Eagles lo reclutaron con la quinta selección general en el Draft de la NFL de 1944. Van Buren adquirió muchos apodos a lo largo de su carrera en referencia a su estilo de carrera, incluidos Wham Bam, Moving Van y Supersonic Steve. Fue la fuerza impulsora de los Eagles en los campeonatos consecutivos de la NFL del equipo en 1948 y 1949. Anotó el único touchdown del Juego de Campeonato de la NFL de 1948 contra los Chicago Cardinals y en el juego de campeonato del año siguiente contra Los Angeles Rams estableció récords de postemporada con 31 acarreos y 196 yardas terrestres.
Después de su carrera como jugador, Van Buren fue entrenador de fútbol de ligas menores y ganó un campeonato de la Liga de Fútbol de la Costa Atlántica (ACFL) con los Newark Bears en 1963. Fue elegido miembro del Salón de la Fama del Fútbol Americano Profesional en 1965. Van Buren es miembro del Equipo de la década de 1940 de la NFL, Equipo de todos los tiempos del 75° aniversario de la Liga Nacional de Fútbol Americano y Equipo de todos los tiempos del 100° aniversario de la Liga Nacional de Fútbol Americano. Considerado uno de los mejores jugadores en la historia de la franquicia de los Eagles, el equipo retiró su camiseta número 15 y está consagrado en el Salón de la Fama de los Philadelphia Eagles y el Salón de la Fama del Deporte de Filadelfia.. Por su carrera universitaria, fue incluido en el Salón de la Fama Atlético de la Universidad Estatal de Luisiana en 1944 y en el Salón de la Fama del Deporte de Luisiana en 1961.

## Primeros años
Nacido en La Ceiba, Honduras, de padre estadounidense y madre de ascendencia española, creció en la ciudad de Tela. ambas en el Departamento de Atlántida[1] Stephen Wood Van Buren quedó huérfano a los diez años y fue enviado a vivir con sus abuelos en Nueva Orleans, Luisiana. [2] Allí asistió a la Escuela Secundaria Warren Easton y probó para el equipo de fútbol originalmente como estudiante de segundo año, pero no lo logró. [3] [4] Más tarde ese año abandonó la escuela secundaria y se fue a trabajar en una fundición de hierro. [4] Regresó a la escuela secundaria dos años más tarde e hizo el equipo al final de su último año. [4]Jugó lo suficientemente bien esa temporada para obtener una beca deportiva para la Universidad Estatal de Luisiana (LSU) en Baton Rouge, donde fue líder del país en puntos (110) y touchdows (16) en su último año como universatario. [3]

## Carrera en la NFL
Siendo una selección de primera ronda en el draft de 1944 para los Philadelphia Eagles, Van Buren corrió para 444 yardas en nueve partidos durante su primera temporada. También fue líder de la liga en regresos de patada como novato. La siguiente temporada, Van Buren fue líder de la liga en yardas por acarreo por primera vez. Finalizaría con tres coronas en yardas por tierra durante su carrera.

### Juego de Campeonato de 1948 de la NFL
Tal vez el partido con más relevancia en la carrera de Van Buren fue el 26 de diciembre de 1948. Jugando en medio de una ventisca en el juego de Campeonato de 1948 en contra de los Arizona Cardinals, Van Buren anotó el único touchdown de ese partido para darle a los Eagles su primer título de liga, terminando el partido con marcador de 7-0. Ganarían un segundo campeonato un año después en contra de los Rams. En ese juego en contra de los Rams, Van Buren impuso una marca de la liga con 196 yardas por acarreos.
La gran ironía fue que Van Buren por poco no asiste a ese partido. Creyendo que el juego no se llevaría a cabo por la ventisca, permaneció en su casa hasta que el entrenador de los Eagles, Earle "Greasy" Neale le llamó por teléfono para comunicarle que sí jugarían. Tuvo que tomar 3 trolebuses y caminar 12 cuadras para llegar a tiempo al partido.

## Retiro
Después de una lesión en la rodilla antes de la temporada de 1952, Van Buren se retiró como el poseedor de los récords de yardas por acarreo (5860) y en touchdowns por tierra (69). También anotó en tres ocasiones en regresos de patadas, tres veces en recepciones, y dos en regresos de despeje para un total de 77 touchdowns. Fue el primer running back en pasar de las 1000 yardas por temporada en dos ocasiones. Estos récords serían posteriormente superados por Jim Brown años después.

## Honores
Steve Van Buren fue elegido para el Salón de la Fama del Fútbol Americano Profesional en la Clase de 1965. En 1999, fue ubicado en el lugar 77.º en la lista de los 100 jugadores más grandes del fútbol americano publicada por la revista The Sporting News'. En 2010 Van Buren fue considerado en el puesto 58.º de los 100 mejores jugadores de la historia de la NFL, según el canal oficial de la NFL Network.